# Liste der Gemeinden in Polen
Dieses ist eine alphabetische Liste aller polnischen Gemeinden. Die Gemeinden werden hier durchgängig mit ihrem polnischen Namen aufgeführt, also Szczecin statt Stettin. Amtlich zweisprachige Gemeinden werden mit beiden Namen benannt. Die Sortierung erfolgt nach der üblichen Reihenfolge im Polnischen: a vor ą, c vor ć, e vor ę, l vor ł, n vor ń, o vor ó, s vor ś, z vor ź und ż.

Woiwodschaften in Polen (seit 1. Januar 1999)

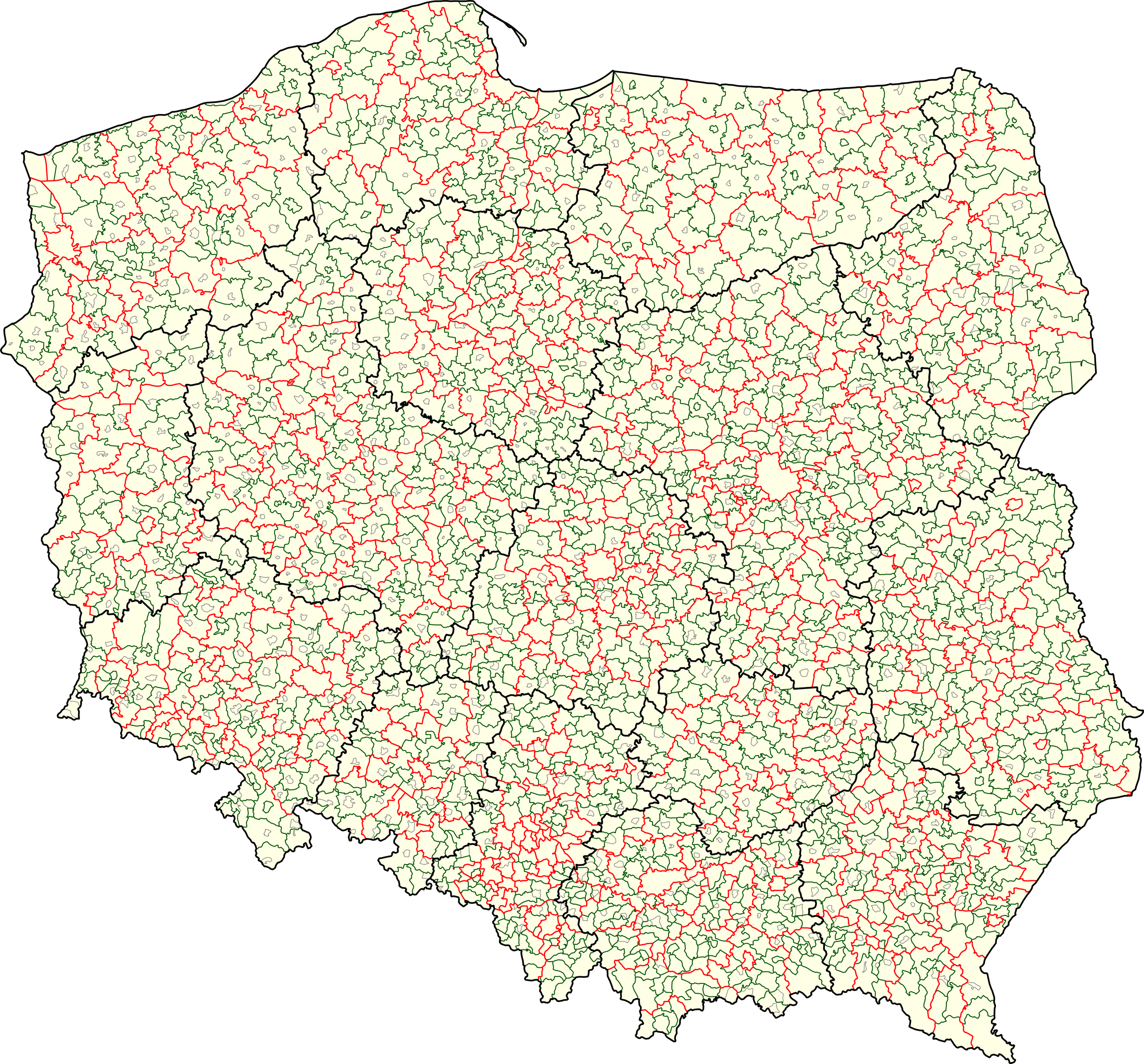
Gemeinden in Polen (Stand 2013)

| Woiwodschaft+                                                                   | DŚ  | KP  | LB  | LS | ŁD  | MP  | MZ  | OP | PK  | PL  | PM  | ŚL  | ŚK  | WM  | WP  | ZP  | Polen |
| ------------------------------------------------------------------------------- | --- | --- | --- | -- | --- | --- | --- | -- | --- | --- | --- | --- | --- | --- | --- | --- | ----- |
| Gminy miejskie (Stadtgemeinden)                                                 | 35  | 17  | 20  | 9  | 18  | 14  | 35  | 3  | 16  | 13  | 22  | 49  | 5   | 16  | 19  | 11  | 302   |
| Gminy miejsko-wiejskie (Stadt-und-Land-Gemeinden)                               | 58  | 39  | 37  | 35 | 42  | 50  | 76  | 34 | 38  | 27  | 21  | 25  | 46  | 34  | 101 | 55  | 718   |
| Gminy wiejskie (Landgemeinden)                                                  | 76  | 88  | 156 | 38 | 117 | 118 | 203 | 34 | 106 | 78  | 80  | 93  | 51  | 66  | 106 | 47  | 1.457 |
| Gesamt                                                                          | 169 | 144 | 213 | 83 | 177 | 182 | 314 | 71 | 160 | 118 | 123 | 167 | 102 | 116 | 226 | 114 | 2.477 |
| davon: Landgemeinden mit einer Stadt als Verwaltungssitz (Stand 1. Januar 2007) | 14  | 13  | 17  | 5  | 15  | 9   | 15  | 0  | 12  | 12  | 13  | 0   | 0   | 15  | 11  | 8   | 159   |

Abkürzungen der Woiwodschaften
DŚ: Dolnośląskie (Niederschlesien)
KP: Kujawsko-Pomorskie (Kujawien-Pommern)
LB: Lubelskie (Lublin)
LS: Lubuskie (Lebus)
ŁD: Łódzkie (Łódź)
MP: Małopolskie (Kleinpolen)
MZ: Mazowieckie (Masowien)
OP: Opolskie (Oppeln)
PK: Podkarpackie (Karpatenvorland)
PL: Podlaskie (Podlachien)
PM: Pomorskie (Pommern)
ŚL: Śląskie (Schlesien)
ŚK: Świętokrzyskie (Heiligkreuz)
WM: Warmińsko-Mazurskie (Ermland-Masuren)
WP: Wielkopolskie (Großpolen)
ZP: Zachodniopomorskie (Westpommern)
Abkürzungen der Gemeindetypen
- m: miejska (Stadtgemeinde)
- mw: miejsko-wiejska (Stadt-und-Land-Gemeinde)
- w: wiejska (Landgemeinde)

## Index
A – B – C – Ć – D – E – F – G – H – I – J – K – L – Ł – M – N – O – P – R – S – Ś – T – U – W – Z – Ż

## A
| - Abramów (w, LB) - Adamów (Powiat Łukowski) (w, LB) - Adamów (Powiat Zamojski) (w, LB) - Adamówka (w, PK) - Aleksandrów (Powiat Biłgorajski) (w, LB) - Aleksandrów (Powiat Piotrkowski) (w, ŁD) | - Aleksandrów Kujawski (m, KP) - Aleksandrów Kujawski (w, KP) - Aleksandrów Łódzki (mw, ŁD) - Alwernia (mw, MP) - Andrespol (w, ŁD) | - Andrychów (mw, MP) - Andrzejewo (w, MZ) - Annopol (mw, LB) - Augustów (m, PL) - Augustów (w, PL) |

## B
| - Babiak (w, WP) - Babice (w, MP) - Babimost (mw, LS) - Baborów (mw, OP) - Baboszewo (w, MZ) - Baćkowice (w, ŚK) - Bakałarzewo (w, PL) - Baligród (w, PK) - Bałtów (w, ŚK) - Banie (w, ZP) - Banie Mazurskie (w, WM) - Baranowo (w, MZ) - Baranów (Powiat Grodziski) (w, MZ) - Baranów (Powiat Kępiński) (w, WP) - Baranów (Powiat Puławski) (w, LB) - Baranów Sandomierski (mw, PK) - Barciany (w, WM) - Barcin (mw, KP) - Barczewo (mw, WM) - Bardo (mw, DŚ) - Bargłów Kościelny (w, PL) - Barlinek (mw, ZP) - Bartniczka (w, KP) - Bartoszyce (m, WM) - Bartoszyce (w, WM) - Baruchowo (w, KP) - Barwice (mw, ZP) - Batorz (w, LB) - Bądkowo (w, KP) - Bedlno (w, ŁD) - Bejsce (w, ŚK) - Belsk Duży (w, MZ) - Bełchatów (m, ŁD) - Bełchatów (w, ŁD) - Bełżec (w, LB) - Bełżyce (mw, LB) - Besko (w, PK) - Bestwina (w, ŚL) - Będków (w, ŁD) - Będzin (m, ŚL) - Będzino (w, ZP) - Biała / Zülz (Powiat Prudnicki) (mw, OP) - Biała (Powiat Wieluński) (w, ŁD) - Biała Piska (mw, WM) - Biała Podlaska (m, LB) - Biała Podlaska (w, LB) - Biała Rawska (mw, ŁD) - Białaczów (mw, ŁD) - Białe Błota (w, KP) - Białobrzegi (Powiat Białobrzeski) (mw, MZ) - Białobrzegi (Powiat Łańcucki) (w, PK) - Białogard (m, ZP) - Białogard (w, ZP) - Białopole (w, LB) - Białośliwie (w, WP) - Białowieża (w, PL) - Biały Bór (mw, ZP) - Biały Dunajec (w, MP) - Białystok (m, PL) - Biecz (mw, MP) - Bielany (w, MZ) - Bielawa (m, DŚ) - Bielawy (w, ŁD) - Bielice (w, ZP) - Bieliny (w, ŚK) - Bielsk (w, MZ) | - Bielsk Podlaski (m, PL) - Bielsk Podlaski (w, PL) - Bielsko-Biała (m, ŚL) - Bierawa / Birawa (w, OP) - Bieruń (m, ŚL) - Bierutów (mw, DŚ) - Bierzwnik (w, ZP) - Biesiekierz (w, ZP) - Bieżuń (mw, MZ) - Biłgoraj (m, LB) - Biłgoraj (w, LB) - Bircza (mw, PK) - Biskupice (w, MP) - Biskupiec (Powiat Nowomiejski) (w, WM) - Biskupiec (Powiat Olsztyński) (mw, WM) - Biszcza (w, LB) - Bisztynek (mw, WM) - Blachownia (mw, ŚL) - Bledzew (w, LS) - Blizanów (w, WP) - Bliżyn (w, ŚK) - Błaszki (mw, ŁD) - Błażowa (mw, PK) - Błędów (w, MZ) - Błonie (mw, MZ) - Bobolice (mw, ZP) - Bobowa (mw, MP) - Bobowo (w, PM) - Bobrowice (w, LS) - Bobrowniki (Powiat Będziński) (w, ŚL) - Bobrowniki (Powiat Lipnowski) (mw, KP) - Bobrowo (w, KP) - Bochnia (m, MP) - Bochnia (w, MP) - Boćki (w, PL) - Bodzanów (mw, MZ) - Bodzechów (w, ŚK) - Bodzentyn (mw, ŚK) - Bogatynia (mw, DŚ) - Bogdaniec (w, LS) - Bogoria (mw, ŚK) - Boguchwała (mw, PK) - Boguszów-Gorce (m, DŚ) - Boguty-Pianki (w, MZ) - Bojadła (w, LS) - Bojanowo (mw, WP) - Bojanów (w, PK) - Bojszowy (w, ŚL) - Bolesław (Powiat Dąbrowski) (w, MP) - Bolesław (Powiat Olkuski) (w, MP) - Bolesławiec (m, DŚ) - Bolesławiec (Powiat Bolesławiecki) (w, DŚ) - Bolesławiec (Powiat Wieruszowski) (mw, ŁD) - Boleszkowice (w, ZP) - Bolimów (mw, ŁD) - Bolków (mw, DŚ) - Boniewo (w, KP) - Borek Wielkopolski (mw, WP) - Borki (w, LB) - Borkowice (w, MZ) - Borne Sulinowo (mw, ZP) - Boronów (w, ŚL) - Borowa (w, PK) - Borowie (w, MZ) - Borów (w, DŚ) - Borzechów (w, LB) | - Borzęcin (w, MP) - Borzytuchom (w, PM) - Bralin (w, WP) - Branice (w, OP) - Braniewo (m, WM) - Braniewo (w, WM) - Brańsk (m, PL) - Brańsk (w, PL) - Brańszczyk (w, MZ) - Brąszewice (w, ŁD) - Brenna (w, ŚL) - Brochów (w, MZ) - Brodnica (m, KP) - Brodnica (Powiat Brodnicki) (w, KP) - Brodnica (Powiat Śremski) (w, WP) - Brody (Powiat Starachowicki) (w, ŚK) - Brody (Powiat Żarski) (mw, LS) - Brojce (w, ZP) - Brok (mw, MZ) - Brójce (w, ŁD) - Brudzeń Duży (w, MZ) - Brudzew (w, WP) - Brusy (mw, PM) - Brwinów (mw, MZ) - Brzeg (m, OP) - Brzeg Dolny (mw, DŚ) - Brzesko (mw, MP) - Brzeszcze (mw, MP) - Brześć Kujawski (mw, KP) - Brzeziny (m, ŁD) - Brzeziny (Powiat Brzeziński) (w, ŁD) - Brzeziny (Powiat Kaliski) (w, WP) - Brzeźnica (Powiat Wadowicki) (w, MP) - Brzeźnica (Powiat Żagański) (w, LS) - Brzeźnio (w, ŁD) - Brzeżno (w, ZP) - Brzostek (mw, PK) - Brzozie (w, KP) - Brzozów (mw, PK) - Brzuze (w, KP) - Brzyska (w, PK) - Buczek (w, ŁD) - Buczkowice (w, ŚL) - Budry (w, WM) - Budziszewice (w, ŁD) - Budzów (w, MP) - Budzyń (mw, WP) - Buk (mw, WP) - Bukowiec (w, KP) - Bukowina Tatrzańska (w, MP) - Bukowno (m, MP) - Bukowsko (w, PK) - Bulkowo (w, MZ) - Burzenin (w, ŁD) - Busko-Zdrój (mw, ŚK) - Bychawa (mw, LB) - Byczyna (mw, OP) - Bydgoszcz (m, KP) - Bystra-Sidzina (w, MP) - Bystrzyca Kłodzka (mw, DŚ) - Bytnica (w, LS) - Bytom (m, ŚL) - Bytom Odrzański (mw, LS) - Bytoń (w, KP) - Bytów (mw, PM) |

## C
| - Cedry Wielkie (w, PM) - Cedynia (mw, ZP) - Cegłów (mw, MZ) - Cekcyn (w, KP) - Ceków-Kolonia (w, WP) - Celestynów (w, MZ) - Ceranów (w, MZ) - Cewice (w, PM) - Charsznica (w, MP) - Chąśno (w, ŁD) - Chełm (m, LB) - Chełm (w, LB) - Chełm Śląski (w, ŚL) - Chełmek (mw, MP) - Chełmiec (w, MP) - Chełmno (m, KP) - Chełmno (w, KP) - Chełmża (m, KP) - Chełmża (w, KP) - Chęciny (mw, ŚK) - Chlewiska (w, MZ) - Chłopice (w, PK) - Chmielnik (Powiat Kielecki) (mw, ŚK) - Chmielnik (Powiat Rzeszowski) (w, PK) - Chmielno (w, PM) - Choceń (w, KP) - Chocianów (mw, DŚ) - Chociwel (mw, ZP) - Chocz (mw, WP) - Choczewo (w, PM) - Chodecz (mw, KP) - Chodel (w, LB) - Chodów (w, WP) - Chodzież (m, WP) - Chodzież (w, WP) - Chojna (mw, ZP) - Chojnice (m, PM) - Chojnice (w, PM) - Chojnów (m, DŚ) - Chojnów (w, DŚ) | - Chorkówka (w, PK) - Choroszcz (mw, PL) - Chorzele (mw, MZ) - Chorzów (m, ŚL) - Choszczno (mw, ZP) - Chotcza (w, MZ) - Chrostkowo (w, KP) - Chrzanów (Powiat Chrzanowski) (mw, MP) - Chrzanów (Powiat Janowski) (w, LB) - Chrząstowice / Chronstau (w, OP) - Chrzypsko Wielkie (w, WP) - Chybie (w, ŚL) - Chynów (w, MZ) - Ciasna (w, ŚL) - Ciechanowiec (mw, PL) - Ciechanów (m, MZ) - Ciechanów (w, MZ) - Ciechocin (w, KP) - Ciechocinek (m, KP) - Cielądz (w, ŁD) - Ciepielów (mw, MZ) - Ciepłowody (w, DŚ) - Cieszanów (mw, PK) - Cieszków (w, DŚ) - Cieszyn (m, ŚL) - Ciężkowice (mw, MP) - Cisek (w, OP) - Cisna (w, PK) - Cmolas (w, PK) - Cybinka (mw, LS) - Cyców (w, LB) - Czajków (w, WP) - Czaplinek (mw, ZP) - Czarna (Powiat Bieszczadzki) (w, PK) - Czarna (Powiat Dębicki) (w, PK) - Czarna (Powiat Łańcucki) (w, PK) - Czarna Białostocka (mw, PL) - Czarna Dąbrówka (w, PM) - Czarna Woda (mw, PM) - Czarne (w, PM) | - Czarnia (w, MZ) - Czarnków (m, WP) - Czarnków (w, WP) - Czarnocin (Powiat Kazimierski) (w, ŚK) - Czarnocin (Powiat Piotrkowski) (w, ŁD) - Czarnożyły (w, ŁD) - Czarny Bór (w, DŚ) - Czarny Dunajec (mw, MP) - Czastary (w, ŁD) - Czchów (mw, MP) - Czechowice-Dziedzice (mw, ŚL) - Czeladź (m, ŚL) - Czemierniki (mw, LB) - Czempiń (mw, WP) - Czeremcha (w, PL) - Czermin (Powiat Mielecki) (w, PK) - Czermin (Powiat Pleszewski) (w, WP) - Czernica (w, DŚ) - Czernice Borowe (w, MZ) - Czernichów (Powiat Krakowski) (w, MP) - Czernichów (Powiat Żywiecki) (w, ŚL) - Czerniejewo (mw, WP) - Czerniewice (w, ŁD) - Czernikowo (w, KP) - Czersk (mw, PM) - Czerwieńsk (mw, LS) - Czerwin (w, MZ) - Czerwińsk nad Wisłą (mw, MZ) - Czerwionka-Leszczyny (mw, ŚL) - Czerwonak (w, WP) - Czerwonka (w, MZ) - Częstochowa (m, ŚL) - Człopa (mw, ZP) - Człuchów (m, PM) - Człuchów (w, PM) - Czorsztyn (w, MP) - Czosnów (w, MZ) - Czudec (w, PK) - Czyże / Чыжы (w, PL) - Czyżew (mw, PL) |

## Ć
- Ćmielów (mw, ŚK)

## D
| - Daleszyce (mw, ŚK) - Dalików (w, ŁD) - Damasławek (w, WP) - Damnica (w, PM) - Darłowo (m, ZP) - Darłowo (w, ZP) - Daszyna (w, ŁD) - Dąbie (Powiat Kolski) (mw, WP) - Dąbie (Powiat Krośnieński) (w, LS) - Dąbrowa (Powiat Mogileński) (w, KP) - Dąbrowa (Powiat Opolski) (w, OP) - Dąbrowa Białostocka (mw, PL) - Dąbrowa Biskupia (w, KP) - Dąbrowa Chełmińska (w, KP) - Dąbrowa Górnicza (m, ŚL) - Dąbrowa Tarnowska (mw, MP) - Dąbrowa Zielona (w, ŚL) - Dąbrowice (mw, ŁD) - Dąbrówka (w, MZ) - Dąbrówno (w, WM) - Debrzno (mw, PM) - Deszczno (w, LS) - Dębe Wielkie (w, MZ) - Dębica (m, PK) - Dębica (w, PK) - Dęblin (m, LB) - Dębnica Kaszubska (w, PM) - Dębno (Powiat Brzeski) (w, MP) - Dębno (Powiat Myśliborski) (mw, ZP) - Dębowa Kłoda (w, LB) - Dębowa Łąka (w, KP) - Dębowiec (Powiat Cieszyński) (w, ŚL) - Dębowiec (Powiat Jasielski) (w, PK) - Długołęka (w, DŚ) - Długosiodło (w, MZ) - Dłutów (w, ŁD) - Dmosin (w, ŁD) | - Dobczyce (mw, MP) - Dobiegniew (mw, LS) - Dobra (Powiat Limanowski) (w, MP) - Dobra (Powiat Łobeski) (mw, ZP) - Dobra (Powiat Policki) (w, ZP) - Dobra (Powiat Turecki) (mw, WP) - Dobrcz (w, KP) - Dobre (Powiat Miński) (mw, MZ) - Dobre (Powiat Radziejowski) (w, KP) - Dobre Miasto (mw, WM) - Dobrodzień / Guttentag (mw, OP) - Dobromierz (w, DŚ) - Dobroń (w, ŁD) - Dobroszyce (w, DŚ) - Dobryszyce (w, ŁD) - Dobrzany (mw, ZP) - Dobrzeń Wielki / Groß Döbern (w, OP) - Dobrzyca (mw, WP) - Dobrzyniewo Duże (w, PL) - Dobrzyń nad Wisłą (mw, KP) - Dolice (w, ZP) - Dolsk (mw, WP) - Dołhobyczów (w, LB) - Domanice (w, MZ) - Domaniewice (w, ŁD) - Domaniów (w, DŚ) - Domaradz (w, PK) - Domaszowice (w, OP) - Dominowo (w, WP) - Dopiewo (w, WP) - Dorohusk (w, LB) - Doruchów (w, WP) - Dragacz (w, KP) - Drawno (mw, ZP) - Drawsko (w, WP) - Drawsko Pomorskie (mw, ZP) - Drelów (w, LB) | - Drezdenko (mw, LS) - Drobin (mw, MZ) - Drohiczyn (mw, PL) - Drużbice (w, ŁD) - Drwinia (w, MP) - Drzewica (mw, ŁD) - Drzycim (w, KP) - Dubeninki (w, WM) - Dubicze Cerkiewne (w, PL) - Dubiecko (mw, PK) - Dubienka (w, LB) - Dukla (mw, PK) - Duszniki (w, WP) - Duszniki-Zdrój (m, DŚ) - Dwikozy (w, ŚK) - Dydnia (w, PK) - Dygowo (w, ZP) - Dynów (m, PK) - Dynów (w, PK) - Dywity (w, WM) - Dziadkowice (w, PL) - Dziadowa Kłoda (w, DŚ) - Działdowo (m, WM) - Działdowo (w, WM) - Działoszyce (mw, ŚK) - Działoszyn (mw, ŁD) - Dziemiany (w, PM) - Dzierzążnia (w, MZ) - Dzierzgoń (mw, PM) - Dzierzgowo (w, MZ) - Dzierzkowice (w, LB) - Dzierżoniów (m, DŚ) - Dzierżoniów (w, DŚ) - Dzikowiec (w, PK) - Dziwnów (mw, ZP) - Dzwola (w, LB) - Dźwierzuty (w, WM) |

## E
| - Elbląg (m, WM) - Elbląg (w, WM) | - Ełk (m, WM) - Ełk (w, WM) |  |

## F
| - Fabianki (w, KP) - Fajsławice (w, LB) - Fałków (w, ŚK) | - Filipów (w, PL) - Firlej (w, LB) - Frampol (mw, LB) | - Fredropol (w, PK) - Frombork (mw, WM) - Frysztak (w, PK) |

## G
| - Gać (w, PK) - Galewice (w, ŁD) - Garbatka-Letnisko (w, MZ) - Garbów (w, LB) - Gardeja (w, PM) - Garwolin (m, MZ) - Garwolin (w, MZ) - Gaszowice (w, ŚL) - Gawłuszowice (w, PK) - Gaworzyce (w, DŚ) - Gąbin (mw, MZ) - Gąsawa (mw, KP) - Gdańsk (m, PM) - Gdów (w, MP) - Gdynia (m, PM) - Giby (w, PL) - Gidle (w, ŁD) - Gielniów (mw, MZ) - Gierałtowice (w, ŚL) - Gietrzwałd (w, WM) - Gilowice (w, ŚL) - Gizałki (w, WP) - Giżycko (m, WM) - Giżycko (w, WM) - Glinojeck (mw, MZ) - Gliwice (m, ŚL) - Głogów (m, DŚ) - Głogów (w, DŚ) - Głogów Małopolski (mw, PK) - Głogówek / Oberglogau (mw, OP) - Głowaczów (mw, MZ) - Głowno (m, ŁD) - Głowno (w, ŁD) - Główczyce (w, PM) - Głubczyce (mw, OP) - Głuchołazy (mw, OP) - Głuchów (w, ŁD) - Głusk (w, LB) - Głuszyca (mw, DŚ) - Gniew (mw, PM) - Gniewino (w, PM) - Gniewkowo (mw, KP) - Gniewoszów (w, MZ) - Gniezno (m, WP) - Gniezno (w, WP) - Gnojnik (w, MP) - Gnojno (w, ŚK) | - Goczałkowice-Zdrój (w, ŚL) - Godkowo (w, WM) - Godów (w, ŚL) - Godzianów (w, ŁD) - Godziesze Wielkie (w, WP) - Godziszów (w, LB) - Gogolin (mw, OP) - Golczewo (mw, ZP) - Goleniów (mw, ZP) - Goleszów (w, ŚL) - Golina (mw, WP) - Golub-Dobrzyń (m, KP) - Golub-Dobrzyń (w, KP) - Gołańcz (mw, WP) - Gołcza (w, MP) - Gołdap (mw, WM) - Gołuchów (w, WP) - Gołymin-Ośrodek (w, MZ) - Gomunice (w, ŁD) - Goniądz (mw, PL) - Goraj (mw, LB) - Gorlice (m, MP) - Gorlice (w, MP) - Gorzkowice (w, ŁD) - Gorzków (w, LB) - Gorzów Śląski (mw, OP) - Gorzów Wielkopolski (m, LS) - Gorzyce (Powiat Tarnobrzeski) (w, PK) - Gorzyce (Powiat Wodzisławski) (w, ŚL) - Gostycyn (w, KP) - Gostynin (m, MZ) - Gostynin (w, MZ) - Gostyń (mw, WP) - Goszczanów (w, ŁD) - Goszczyn (w, MZ) - Gościeradów (w, LB) - Gościno (mw, ZP) - Gowarczów (mw, ŚK) - Goworowo (w, MZ) - Gozdnica (m, LS) - Gozdowo (w, MZ) - Góra (mw, DŚ) - Góra Kalwaria (mw, MZ) - Góra Świętej Małgorzaty (w, ŁD) - Górno (w, ŚK) - Górowo Iławeckie (m, WM) | - Górowo Iławeckie (w, WM) - Górzno (Powiat Brodnicki) (mw, KP) - Górzno (Powiat Garwoliński) (w, MZ) - Górzyca (w, LS) - Gózd (w, MZ) - Grabica (w, ŁD) - Grabowiec (w, LB) - Grabowo (w, PL) - Grabów (mw, ŁD) - Grabów nad Pilicą (w, MZ) - Grabów nad Prosną (mw, WP) - Grajewo (m, PL) - Grajewo (w, PL) - Granowo (w, WP) - Grębków (w, MZ) - Grębocice (w, DŚ) - Gręboszów (w, MP) - Grębów (w, PK) - Grodków (mw, OP) - Grodziczno (w, WM) - Grodziec (w, WP) - Grodzisk (w, PL) - Grodzisk Mazowiecki (mw, MZ) - Grodzisk Wielkopolski (mw, WP) - Grodzisko Dolne (w, PK) - Gromadka (w, DŚ) - Gromnik (w, MP) - Gronowo Elbląskie (w, WM) - Gródek (w, PL) - Gródek nad Dunajcem (w, MP) - Grójec (mw, MZ) - Grudusk (w, MZ) - Grudziądz (m, KP) - Grudziądz (w, KP) - Grunwald (w, WM) - Gruta (w, KP) - Grybów (m, MP) - Grybów (w, MP) - Gryfice (mw, ZP) - Gryfino (mw, ZP) - Gryfów Śląski (mw, DŚ) - Grzegorzew (w, WP) - Grzmiąca (w, ZP) - Gubin (m, LS) - Gubin (w, LS) - Gzy (w, MZ) |

## H
| - Haczów (w, PK) - Hajnówka / Гайнаўка (m, PL) - Hajnówka / Гайнаўка (w, PL) - Halinów (mw, MZ) - Hanna (w, LB) - Hańsk (w, LB) | - Harasiuki (w, PK) - Hażlach (w, ŚL) - Hel (m, PM) - Herby (w, ŚL) - Horodło (w, LB) | - Horyniec-Zdrój (w, PK) - Hrubieszów (m, LB) - Hrubieszów (w, LB) - Huszlew (w, MZ) - Hyżne (w, PK) |

## I
| - Igołomia-Wawrzeńczyce (w, MP) - Iława (m, WM) - Iława (w, WM) - Iłowa (mw, LS) - Iłowo-Osada (w, WM) - Iłów (w, MZ) - Iłża (mw, MZ) - Imielin (m, ŚL) | - Imielno (w, ŚK) - Inowłódz (mw, ŁD) - Inowrocław (m, KP) - Inowrocław (w, KP) - Ińsko (mw, ZP) - Irządze (w, ŚL) - Istebna (w, ŚL) - Iwaniska (mw, ŚK) | - Iwanowice (w, MP) - Iwierzyce (w, PK) - Iwkowa (w, MP) - Iwonicz-Zdrój (mw, PK) - Izabelin (w, MZ) - Izbica (mw, LB) - Izbica Kujawska (mw, KP) - Izbicko / Stubendorf (w, OP) |

## J
| - Jabłonka (w, MP) - Jabłonna (Powiat Legionowski) (w, MZ) - Jabłonna (Powiat Lubelski) (w, LB) - Jabłonna Lacka (w, MZ) - Jabłonowo Pomorskie (mw, KP) - Jabłoń (w, LB) - Jadów (mw, MZ) - Jaktorów (w, MZ) - Jakubów (w, MZ) - Janikowo (mw, KP) - Janowice Wielkie (w, DŚ) - Janowiec (w, LB) - Janowiec Kościelny (w, WM) - Janowiec Wielkopolski (mw, KP) - Janowo (w, WM) - Janów (Powiat Częstochowski) (w, ŚL) - Janów (Powiat Sokólski) (w, PL) - Janów Lubelski (mw, LB) - Janów Podlaski (w, LB) - Jaraczewo (mw, WP) - Jarczów (w, LB) - Jarocin (Powiat Jarociński) (mw, WP) - Jarocin (Powiat Niżański) (w, PK) - Jarosław (m, PK) - Jarosław (w, PK) - Jasienica (w, ŚL) - Jasienica Rosielna (w, PK) | - Jasieniec (w, MZ) - Jasień (mw, LS) - Jasionówka (w, PL) - Jasło (m, PK) - Jasło (w, PK) - Jastarnia (mw, PM) - Jastków (w, LB) - Jastrowie (mw, WP) - Jastrząb (mw, MZ) - Jastrzębia (w, MZ) - Jastrzębie-Zdrój (m, ŚL) - Jaśliska (w, PK) - Jaświły (w, PL) - Jawor (m, DŚ) - Jawornik Polski (mw, PK) - Jaworze (w, ŚL) - Jaworzno (m, ŚL) - Jaworzyna Śląska (mw, DŚ) - Jedlicze (mw, PK) - Jedlina-Zdrój (m, DŚ) - Jedlińsk (w, MZ) - Jedlnia-Letnisko (mw, MZ) - Jednorożec (w, MZ) - Jedwabne (mw, PL) - Jedwabno (w, WM) - Jejkowice (w, ŚL) - Jelcz-Laskowice (mw, DŚ) | - Jelenia Góra (m, DŚ) - Jeleniewo (w, PL) - Jeleśnia (w, ŚL) - Jemielnica / Himmelwitz (w, OP) - Jemielno (w, DŚ) - Jerzmanowa (w, DŚ) - Jerzmanowice-Przeginia (w, MP) - Jeziora Wielkie (w, KP) - Jeziorany (mw, WM) - Jeziorzany (w, LB) - Jeżewo (w, KP) - Jeżowe (w, PK) - Jeżów (mw, ŁD) - Jeżów Sudecki (w, DŚ) - Jędrzejów (mw, ŚK) - Jodłowa (w, PK) - Jodłownik (w, MP) - Joniec (w, MZ) - Jonkowo (w, WM) - Jordanów (m, MP) - Jordanów (w, MP) - Jordanów Śląski (w, DŚ) - Józefów (Powiat Otwocki) (m, MZ) - Józefów (Powiat Biłgorajski) (mw, LB) - Józefów nad Wisłą (mw, LB) - Juchnowiec Kościelny (w, PL) - Jutrosin (mw, WP) |

## K
| - Kaczory (mw, WP) - Kadzidło (w, MZ) - Kalety (m, ŚL) - Kalinowo (w, WM) - Kaliska (w, PM) - Kalisz (m, WP) - Kalisz Pomorski (mw, ZP) - Kalwaria Zebrzydowska (mw, MP) - Kałuszyn (mw, MZ) - Kamienica (w, MP) - Kamienica Polska (w, ŚL) - Kamieniec (w, WP) - Kamieniec Ząbkowicki (mw, DŚ) - Kamienna Góra (m, DŚ) - Kamienna Góra (w, DŚ) - Kamiennik (w, OP) - Kamień (Powiat Chełmski) (w, LB) - Kamień (Powiat Rzeszowski) (w, PK) - Kamień Krajeński (mw, KP) - Kamień Pomorski (mw, ZP) - Kamieńsk (mw, ŁD) - Kamionka (mw, LB) - Kamionka Wielka (w, MP) - Kampinos (w, MZ) - Kańczuga (mw, PK) - Karczew (mw, MZ) - Karczmiska (w, LB) - Kargowa (mw, LS) - Karlino (mw, ZP) - Karnice (w, ZP) - Karniewo (w, MZ) - Karpacz (m, DŚ) - Karsin (w, PM) - Kartuzy (mw, PM) - Katowice (m, ŚL) - Kawęczyn (Powiat Turecki) (w, WP) - Kazanów (mw, MZ) - Kazimierz Biskupi (w, WP) - Kazimierz Dolny (mw, LB) - Kazimierza Wielka (mw, ŚK) - Kaźmierz (w, WP) - Kąkolewnica (w, LB) - Kąty Wrocławskie (mw, DŚ) - Kcynia (mw, KP) - Kędzierzyn-Koźle (m, OP) - Kępice (mw, PM) - Kępno (mw, WP) - Kęsowo (w, KP) - Kętrzyn (m, WM) - Kętrzyn (w, WM) - Kęty (mw, MP) - Kielce (m, ŚK) - Kiełczygłów (w, ŁD) - Kiernozia (mw, ŁD) - Kietrz (mw, OP) - Kije (w, ŚK) - Kijewo Królewskie (w, KP) - Kikół (mw, KP) - Kisielice (mw, WM) - Kiszkowo (w, WP) - Kiwity (w, WM) - Kleczew (mw, WP) - Klembów (w, MZ) - Kleszczele (mw, PL) - Kleszczewo (w, WP) - Kleszczów (w, ŁD) - Klimontów (mw, ŚK) - Klonowa (w, ŁD) - Kluczbork (mw, OP) - Klucze (w, MP) - Kluczewsko (w, ŚK) - Kluki (w, ŁD) - Klukowo (w, PL) - Klwów (w, MZ) - Kłaj (w, MP) - Kłecko (mw, WP) - Kłobuck (mw, ŚL) - Kłoczew (w, LB) - Kłodawa (Powiat Gorzowski) (w, LS) - Kłodawa (Powiat Kolski) (mw, WP) - Kłodzko (m, DŚ) - Kłodzko (w, DŚ) - Kłomnice (w, ŚL) - Knurów (m, ŚL) - Knyszyn (mw, PL) - Kobiele Wielkie (w, ŁD) - Kobierzyce (w, DŚ) | - Kobiór (w, ŚL) - Kobyla Góra (w, WP) - Kobylanka (w, ZP) - Kobylin (mw, WP) - Kobylin-Borzymy (w, PL) - Kobylnica (mw, PM) - Kobyłka (m, MZ) - Kochanowice (w, ŚL) - Kocierzew Południowy (w, ŁD) - Kock (mw, LB) - Kocmyrzów-Luborzyca (w, MP) - Koczała (w, PM) - Kodeń (w, LB) - Kodrąb (w, ŁD) - Kolbudy (w, PM) - Kolbuszowa (mw, PK) - Kolno (m, PL) - Kolno (Powiat Kolneński) (w, PL) - Kolno (Powiat Olsztyński) (w, WM) - Kolonowskie / Colonnowska (mw, OP) - Kolsko (w, LS) - Koluszki (mw, ŁD) - Kołaczkowo (w, WP) - Kołaczyce (mw, PK) - Kołaki Kościelne (w, PL) - Kołbaskowo (w, ZP) - Kołbiel (w, MZ) - Kołczygłowy (w, PM) - Koło (m, WP) - Koło (w, WP) - Kołobrzeg (m, ZP) - Kołobrzeg (w, ZP) - Komańcza (w, PK) - Komarówka Podlaska (w, LB) - Komarów-Osada (w, LB) - Komorniki (w, WP) - Komprachcice / Comprachtschütz (w, OP) - Konarzyny (w, PM) - Kondratowice (w, DŚ) - Koneck (w, KP) - Koniecpol (mw, ŚL) - Konin (m, WP) - Koniusza (w, MP) - Konopiska (w, ŚL) - Konopnica (Powiat Lubelski) (w, LB) - Konopnica (Powiat Wieluński) (w, ŁD) - Konstancin-Jeziorna (mw, MZ) - Konstantynów (w, LB) - Konstantynów Łódzki (m, ŁD) - Końskie (mw, ŚK) - Końskowola (mw, LB) - Koprzywnica (mw, ŚK) - Korczew (w, MZ) - Korczyna (w, PK) - Korfantów (mw, OP) - Kornowac (w, ŚL) - Koronowo (mw, KP) - Korsze (mw, WM) - Korycin (w, PL) - Korytnica (w, MZ) - Korzenna (w, MP) - Kosakowo (w, PM) - Kosów Lacki (mw, MZ) - Kostomłoty (w, DŚ) - Kostrzyn (mw, WP) - Kostrzyn nad Odrą (m, LS) - Koszalin (m, ZP) - Koszarawa (w, ŚL) - Koszęcin (w, ŚL) - Koszyce (mw, MP) - Kościan (m, WP) - Kościan (w, WP) - Kościelec (w, WP) - Kościelisko (w, MP) - Kościerzyna (m, PM) - Kościerzyna (w, PM) - Kotla (w, DŚ) - Kotlin (w, WP) - Kotuń (w, MZ) - Kowal (m, KP) - Kowal (w, KP) - Kowala (w, MZ) - Kowale Oleckie (w, WM) - Kowalewo Pomorskie (mw, KP) - Kowary (m, DŚ) - Kowiesy (w, ŁD) | - Koziegłowy (mw, ŚL) - Kozielice (w, ZP) - Kozienice (mw, MZ) - Kozłowo (w, WM) - Kozłów (w, MP) - Kozy (w, ŚL) - Koźmin Wielkopolski (mw, WP) - Koźminek (mw, WP) - Kożuchów (mw, LS) - Kórnik (mw, WP) - Krajenka (mw, WP) - Kraków (m, MP) - Kramsk (w, WP) - Krapkowice (mw, OP) - Krasiczyn (w, PK) - Krasne (Powiat Przasnyski) (w, MZ) - Krasne (Powiat Rzeszowski) (w, PK) - Krasnobród (mw, LB) - Krasnopol (w, PL) - Krasnosielc (w, MZ) - Krasnystaw (m, LB) - Krasnystaw (w, LB) - Krasocin (w, ŚK) - Kraszewice (w, WP) - Kraśniczyn (w, LB) - Kraśnik (m, LB) - Kraśnik (w, LB) - Krempna (w, PK) - Krobia (mw, WP) - Kroczyce (w, ŚL) - Krokowa (w, PM) - Krosno (m, PK) - Krosno Odrzańskie (mw, LS) - Krościenko nad Dunajcem (w, MP) - Krościenko Wyżne (w, PK) - Krośnice (w, DŚ) - Krośniewice (mw, ŁD) - Krotoszyce (w, DŚ) - Krotoszyn (mw, WP) - Kruklanki (w, WM) - Krupski Młyn (w, ŚL) - Kruszwica (mw, KP) - Kruszyna (w, ŚL) - Krynica Morska (m, PM) - Krynica-Zdrój (mw, MP) - Krynice (w, LB) - Krynki (mw, PL) - Krypno (w, PL) - Krzanowice (mw, ŚL) - Krzczonów (w, LB) - Krzemieniewo (w, WP) - Krzepice (mw, ŚL) - Krzeszowice (mw, MP) - Krzeszów (w, PK) - Krzeszyce (w, LS) - Krzęcin (w, ZP) - Krzykosy (w, WP) - Krzymów (w, WP) - Krzynowłoga Mała (w, MZ) - Krzywcza (w, PK) - Krzywda (w, LB) - Krzywiń (mw, WP) - Krzyż Wielkopolski (mw, WP) - Krzyżanowice (w, ŚL) - Krzyżanów (w, ŁD) - Ksawerów (w, ŁD) - Książ Wielki (mw, MP) - Książ Wielkopolski (mw, WP) - Książki (w, KP) - Księżpol (w, LB) - Kuczbork-Osada (w, MZ) - Kudowa-Zdrój (m, DŚ) - Kulesze Kościelne (w, PL) - Kunice (w, DŚ) - Kunów (mw, ŚK) - Kurów (mw, LB) - Kuryłówka (w, PK) - Kurzętnik (w, WM) - Kuślin (w, WP) - Kutno (m, ŁD) - Kutno (w, ŁD) - Kuźnia Raciborska (mw, ŚL) - Kuźnica (w, PL) - Kwidzyn (m, PM) - Kwidzyn (w, PM) - Kwilcz (w, WP) |

## L
| - Lanckorona (w, MP) - Laskowa (w, MP) - Lasowice Wielkie / Gross Lassowitz (w, OP) - Laszki (w, PK) - Latowicz (mw, MZ) - Lądek (w, WP) - Lądek-Zdrój (mw, DŚ) - Legionowo (m, MZ) - Legnica (m, DŚ) - Legnickie Pole (w, DŚ) - Lelis (w, MZ) - Lelkowo (w, WM) - Lelów (w, ŚL) - Leoncin (w, MZ) - Lesko (mw, PK) - Leszno (m, WP) - Leszno (w, MZ) - Lesznowola (w, MZ) - Leśna (mw, DŚ) - Leśna Podlaska (w, LB) - Leśnica / Leschnitz (mw, OP) - Leśniowice (w, LB) - Lewin Brzeski (mw, OP) - Lewin Kłodzki (w, DŚ) - Leżajsk (m, PK) - Leżajsk (w, PK) - Lębork (m, PM) - Lędziny (m, ŚL) - Lgota Wielka (w, ŁD) - Libiąż (mw, MP) - Lichnowy (w, PM) - Lidzbark (mw, WM) - Lidzbark Warmiński (m, WM) - Lidzbark Warmiński (w, WM) - Limanowa (m, MP) - Limanowa (w, MP) | - Linia / Lëniô (w, PM) - Liniewo (w, PM) - Lipce Reymontowskie (w, ŁD) - Lipiany (mw, ZP) - Lipie (w, ŚL) - Lipinki (w, MP) - Lipinki Łużyckie (w, LS) - Lipka (w, WP) - Lipnica (w, PM) - Lipnica Murowana (w, MP) - Lipnica Wielka (w, MP) - Lipnik (w, ŚK) - Lipno (m, KP) - Lipno (Powiat Leszczyński) (w, WP) - Lipno (Powiat Lipnowski) (w, KP) - Lipowa (w, ŚL) - Lipowiec Kościelny (w, MZ) - Lipsk (mw, PL) - Lipsko (mw, MZ) - Lipusz (w, PM) - Lisewo (w, KP) - Lisia Góra (w, MP) - Lisków (w, WP) - Liszki (w, MP) - Liw (w, MZ) - Lniano (w, KP) - Lubaczów (m, PK) - Lubaczów (w, PK) - Lubanie (w, KP) - Lubań (m, DŚ) - Lubań (w, DŚ) - Lubartów (m, LB) - Lubartów (w, LB) - Lubasz (w, WP) - Lubawa (m, WM) | - Lubawa (w, WM) - Lubawka (mw, DŚ) - Lubenia (w, PK) - Lubichowo (w, PM) - Lubicz (w, KP) - Lubień (w, MP) - Lubień Kujawski (mw, KP) - Lubiewo (w, KP) - Lubin (m, DŚ) - Lubin (w, DŚ) - Lubiszyn (w, LS) - Lublin (m, LB) - Lubliniec (m, ŚL) - Lubniewice (mw, LS) - Lubochnia (w, ŁD) - Lubomia (w, ŚL) - Lubomierz (mw, DŚ) - Lubomino (w, WM) - Luboń (m, WP) - Lubowidz (mw, MZ) - Lubraniec (mw, KP) - Lubrza (Powiat Prudnicki) (w, OP) - Lubrza (Powiat Świebodziński) (w, LS) - Lubsko (mw, LS) - Lubsza (w, OP) - Lubycza Królewska (mw, LB) - Ludwin (w, LB) - Lutocin (w, MZ) - Lutomiersk (mw, ŁD) - Lutowiska (w, PK) - Lututów (mw, ŁD) - Luzino (w, PM) - Lwówek (mw, WP) - Lwówek Śląski (mw, DŚ) - Lyski (w, ŚL) |

## Ł
| - Łabiszyn (mw, KP) - Łabowa (w, MP) - Łabunie (w, LB) - Ładzice (w, ŁD) - Łagiewniki (w, DŚ) - Łagów (Powiat Kielecki) (mw, ŚK) - Łagów (Powiat Świebodziński) (w, LS) - Łambinowice (w, OP) - Łanięta (w, ŁD) - Łańcut (m, PK) - Łańcut (w, PK) - Łapanów (w, MP) - Łapsze Niżne (w, MP) - Łapy (mw, PL) - Łasin (mw, KP) - Łask (mw, ŁD) - Łaskarzew (m, MZ) - Łaskarzew (w, MZ) - Łaszczów (mw, LB) - Łaziska (w, LB) - Łaziska Górne (m, ŚL) - Łazy (mw, ŚL) | - Łąck (w, MZ) - Łącko (w, MP) - Łączna (w, ŚK) - Łeba (m, PM) - Łęczna (mw, LB) - Łęczyca (m, ŁD) - Łęczyca (w, ŁD) - Łęczyce (w, PM) - Łęka Opatowska (w, WP) - Łękawica (w, ŚL) - Łęki Szlacheckie (w, ŁD) - Łęknica (m, LS) - Łobez (mw, ZP) - Łobżenica (mw, WP) - Łochów (mw, MZ) - Łodygowice (w, ŚL) - Łomazy (w, LB) - Łomianki (mw, MZ) - Łomża (m, PL) - Łomża (w, PL) - Łoniów (w, ŚK) | - Łopiennik Górny (w, LB) - Łopuszno (mw, ŚK) - Łosice (mw, MZ) - Łososina Dolna (w, MP) - Łowicz (m, ŁD) - Łowicz (w, ŁD) - Łódź (m, ŁD) - Łubianka (w, KP) - Łubniany (w, OP) - Łubnice (Powiat Staszowski) (w, ŚK) - Łubnice (Powiat Wieruszowski) (w, ŁD) - Łubowo (w, WP) - Łukowa (w, LB) - Łukowica (w, MP) - Łuków (m, LB) - Łuków (w, LB) - Łukta (w, WM) - Łużna (w, MP) - Łyse (w, MZ) - Łysomice (w, KP) - Łyszkowice (w, ŁD) |

## M
| - Maciejowice (mw, MZ) - Magnuszew (mw, MZ) - Majdan Królewski (w, PK) - Maków (w, ŁD) - Maków Mazowiecki (m, MZ) - Maków Podhalański (mw, MP) - Malanów (w, WP) - Malbork (m, PM) - Malbork (w, PM) - Malczyce (w, DŚ) - Malechowo (w, ZP) - Mała Wieś (w, MZ) - Małdyty (w, WM) - Małkinia Górna (w, MZ) - Małogoszcz (mw, ŚK) - Małomice (mw, LS) - Mały Płock (w, PL) - Manowo (w, ZP) - Marcinowice (w, DŚ) - Marciszów (w, DŚ) - Margonin (mw, WP) - Marianowo (w, ZP) - Marki (m, MZ) - Marklowice (w, ŚL) - Markowa (w, PK) - Markuszów (w, LB) - Markusy (w, WM) - Masłowice (w, ŁD) - Masłów (w, ŚK) - Maszewo (Powiat Goleniowski) (mw, ZP) - Maszewo (Powiat Krośnieński) (w, LS) - Medyka (w, PK) - Mełgiew (w, LB) - Męcinka (w, DŚ) - Mędrzechów (w, MP) - Miasteczko Krajeńskie (mw, WP) - Miasteczko Śląskie (m, ŚL) - Miastko (mw, PM) - Miastkowo (w, PL) - Miastków Kościelny (w, MZ) - Miączyn (w, LB) - Michałowice (Powiat Krakowski) (w, MP) - Michałowice (Powiat Pruszkowski) (w, MZ) - Michałowo (mw, PL) - Michałów (w, ŚK) - Michów (w, LB) - Miechów (mw, MP) | - Miedziana Góra (w, ŚK) - Miedzichowo (w, WP) - Miedzna (w, MZ) - Miedźna (w, ŚL) - Miedźno (w, ŚL) - Miejsce Piastowe (w, PK) - Miejska Górka (mw, WP) - Mielec (m, PK) - Mielec (w, PK) - Mieleszyn (w, WP) - Mielnik (w, PL) - Mielno (mw, ZP) - Mieroszów (mw, DŚ) - Mierzęcice (w, ŚL) - Mieszkowice (mw, ZP) - Mieścisko (mw, WP) - Mietków (w, DŚ) - Międzybórz (mw, DŚ) - Międzychód (mw, WP) - Międzylesie (mw, DŚ) - Międzyrzec Podlaski (m, LB) - Międzyrzec Podlaski (w, LB) - Międzyrzecz (mw, LS) - Międzyzdroje (mw, ZP) - Miękinia (mw, DŚ) - Mikołajki (mw, WM) - Mikołajki Pomorskie (w, PM) - Mikołów (m, ŚL) - Mikstat (mw, WP) - Milanów (w, LB) - Milanówek (m, MZ) - Milejczyce (w, PL) - Milejewo (w, WM) - Milejów (w, LB) - Milicz (mw, DŚ) - Milówka (w, ŚL) - Miłakowo (mw, WM) - Miłki (w, WM) - Miłkowice (w, DŚ) - Miłomłyn (mw, WM) - Miłoradz (w, PM) - Miłosław (mw, WP) - Mińsk Mazowiecki (m, MZ) - Mińsk Mazowiecki (w, MZ) - Mircze (w, LB) - Mirosławiec (mw, ZP) - Mirów (w, MZ) | - Mirsk (mw, DŚ) - Mirzec (w, ŚK) - Mława (m, MZ) - Młodzieszyn (w, MZ) - Młynary (mw, WM) - Młynarze (w, MZ) - Mniów (w, ŚK) - Mniszków (w, ŁD) - Mochowo (w, MZ) - Modliborzyce (mw, LB) - Mogielnica (mw, MZ) - Mogilany (w, MP) - Mogilno (mw, KP) - Mokobody (w, MZ) - Mokrsko (w, ŁD) - Mońki (mw, PL) - Morawica (mw, ŚK) - Morąg (mw, WM) - Mordy (mw, MZ) - Moryń (mw, ZP) - Morzeszczyn (w, PM) - Mosina (mw, WP) - Moskorzew (w, ŚK) - Moszczenica (Powiat Gorlicki) (w, MP) - Moszczenica (Powiat Piotrkowski) (w, ŁD) - Mrągowo (m, WM) - Mrągowo (w, WM) - Mrocza (mw, KP) - Mrozy (mw, MZ) - Mstów (w, ŚL) - Mszana (w, ŚL) - Mszana Dolna (m, MP) - Mszana Dolna (w, MP) - Mszczonów (mw, MZ) - Mściwojów (w, DŚ) - Mucharz (w, MP) - Murowana Goślina (mw, WP) - Murów / Murow (w, OP) - Muszyna (mw, MP) - Mycielin (w, WP) - Mykanów (w, ŚL) - Mysłakowice (w, DŚ) - Mysłowice (m, ŚL) - Myszków (m, ŚL) - Myszyniec (mw, MZ) - Myślenice (mw, MP) - Myślibórz (mw, ZP) |

## N
| - Nadarzyn (w, MZ) - Nagłowice (w, ŚK) - Nakło nad Notecią (mw, KP) - Nałęczów (mw, LB) - Namysłów (mw, OP) - Narew (w, PL) - Narewka / Нараўка (w, PL) - Narol (mw, PK) - Naruszewo (w, MZ) - Nasielsk (mw, MZ) - Nawojowa (w, MP) - Nekla (mw, WP) - Nędza (w, ŚL) - Nidzica (mw, WM) - Nieborów (w, ŁD) - Niebylec (w, PK) - Niechanowo (w, WP) - Niechlów (w, DŚ) - Niedrzwica Duża (w, LB) - Niedźwiada (w, LB) - Niedźwiedź (w, MP) - Niegosławice (w, LS) - Niegowa (w, ŚL) - Nielisz (w, LB) - Niemce (w, LB) - Niemcza (mw, DŚ) - Niemodlin (mw, OP) - Niepołomice (mw, MP) | - Nieporęt (w, MZ) - Nieszawa (m, KP) - Nisko (mw, PK) - Niwiska (w, PK) - Nowa Brzeźnica (w, ŁD) - Nowa Dęba (mw, PK) - Nowa Karczma (w, PM) - Nowa Ruda (m, DŚ) - Nowa Ruda (w, DŚ) - Nowa Sarzyna (mw, PK) - Nowa Słupia (mw, ŚK) - Nowa Sól (m, LS) - Nowa Sól (w, LS) - Nowa Sucha (w, MZ) - Nowa Wieś Lęborska (w, PM) - Nowa Wieś Wielka (w, KP) - Nowe (mw, KP) - Nowe Brzesko (mw, MP) - Nowe Miasteczko (mw, LS) - Nowe Miasto (mw, MZ) - Nowe Miasto Lubawskie (m, WM) - Nowe Miasto Lubawskie (w, WM) - Nowe Miasto nad Pilicą (mw, MZ) - Nowe Miasto nad Wartą (w, WP) - Nowe Ostrowy (w, ŁD) - Nowe Piekuty (w, PL) - Nowe Skalmierzyce (mw, WP) | - Nowe Warpno (mw, ZP) - Nowinka (w, PL) - Nowiny (w, ŚK) - Nowodwór (w, LB) - Nowogard (mw, ZP) - Nowogrodziec (mw, DŚ) - Nowogród (mw, PL) - Nowogród Bobrzański (mw, LS) - Nowogródek Pomorski (w, ZP) - Nowosolna (w, ŁD) - Nowy Duninów (w, MZ) - Nowy Dwór (w, PL) - Nowy Dwór Gdański (mw, PM) - Nowy Dwór Mazowiecki (m, MZ) - Nowy Kawęczyn (w, ŁD) - Nowy Korczyn (mw, ŚK) - Nowy Sącz (m, MP) - Nowy Staw (mw, PM) - Nowy Targ (m, MP) - Nowy Targ (w, MP) - Nowy Tomyśl (mw, WP) - Nowy Wiśnicz (mw, MP) - Nowy Żmigród (w, PK) - Nozdrzec (w, PK) - Nur (w, MZ) - Nurzec-Stacja (w, PL) - Nysa (mw, OP) |

## O
| - Oborniki (mw, WP) - Oborniki Śląskie (mw, DŚ) - Obrazów (w, ŚK) - Obrowo (w, KP) - Obryte (w, MZ) - Obrzycko (m, WP) - Obrzycko (w, WP) - Obsza (w, LB) - Ochotnica Dolna (w, MP) - Odolanów (mw, WP) - Odrzywół (mw, MZ) - Ogrodzieniec (mw, ŚL) - Ojrzeń (w, MZ) - Okonek (mw, WP) - Oksa (w, ŚK) - Olecko (mw, WM) - Olesno (Powiat Dąbrowski) (w, MP) - Olesno (Powiat Oleski) (mw, OP) - Oleszyce (mw, PK) - Oleśnica (m, DŚ) - Oleśnica (Powiat Oleśnicki) (w, DŚ) - Oleśnica (Powiat Staszowski) (mw, ŚK) - Olkusz (mw, MP) - Olszanica (w, PK) - Olszanka (Powiat Brzeski) (w, OP) - Olszanka (Powiat Łosicki) (w, MZ) - Olszewo-Borki (w, MZ) - Olszówka (w, WP) - Olsztyn (m, WM) - Olsztyn (mw, ŚL) - Olsztynek (mw, WM) - Olszyna (mw, DŚ) | - Oława (m, DŚ) - Oława (w, DŚ) - Opalenica (mw, WP) - Opatowiec (mw, ŚK) - Opatów (Powiat Kłobucki) (w, ŚL) - Opatów (Powiat Opatowski) (mw, ŚK) - Opatówek (mw, WP) - Opinogóra Górna (w, MZ) - Opoczno (mw, ŁD) - Opole (m, OP) - Opole Lubelskie (mw, LB) - Oporów (w, ŁD) - Orchowo (w, WP) - Orla / Орля (w, PL) - Orły (w, PK) - Orneta (mw, WM) - Ornontowice (w, ŚL) - Orońsko (w, MZ) - Orzesze (m, ŚL) - Orzysz (mw, WM) - Osie (w, KP) - Osieck (mw, MZ) - Osieczna (Powiat Leszczyński) (mw, WP) - Osieczna (Powiat Starogardzki) (w, PM) - Osiecznica (w, DŚ) - Osiek (Powiat Brodnicki) (w, KP) - Osiek (Powiat Oświęcimski) (w, MP) - Osiek (Powiat Starogardzki) (w, PM) - Osiek (Powiat Staszowski) (mw, ŚK) - Osiek Jasielski (w, PK) - Osiek Mały (w, WP) - Osielsko (w, KP) | - Osięciny (w, KP) - Osina (w, ZP) - Osjaków (mw, ŁD) - Ostaszewo (w, PM) - Ostrołęka (m, MZ) - Ostroróg (mw, WP) - Ostrowiec Świętokrzyski (m, ŚK) - Ostrowite (w, WP) - Ostróda (m, WM) - Ostróda (w, WM) - Ostrów (w, PK) - Ostrów Lubelski (mw, LB) - Ostrów Mazowiecka (m, MZ) - Ostrów Mazowiecka (w, MZ) - Ostrów Wielkopolski (m, WP) - Ostrów Wielkopolski (w, WP) - Ostrówek (Powiat Lubartowski) (w, LB) - Ostrówek (Powiat Wieluński) (w, ŁD) - Ostrzeszów (mw, WP) - Ośno Lubuskie (mw, LS) - Oświęcim (m, MP) - Oświęcim (w, MP) - Otmuchów (mw, OP) - Otwock (m, MZ) - Otyń (mw, LS) - Ozimek (mw, OP) - Ozorków (m, ŁD) - Ozorków (w, ŁD) - Ożarowice (w, ŚL) - Ożarów (mw, ŚK) - Ożarów Mazowiecki (mw, MZ) |

## P
| - Pabianice (m, ŁD) - Pabianice (w, ŁD) - Pacanów (mw, ŚK) - Pacyna (w, MZ) - Paczków (mw, OP) - Padew Narodowa (w, PK) - Pajęczno (mw, ŁD) - Pakosław (w, WP) - Pakosławice (w, OP) - Pakość (mw, KP) - Pałecznica (w, MP) - Panki (w, ŚL) - Papowo Biskupie (w, KP) - Paprotnia (w, MZ) - Paradyż (w, ŁD) - Parchowo 7 Parchòwò (w, PM) - Parczew (mw, LB) - Parysów (w, MZ) - Parzęczew (mw, ŁD) - Pasłęk (mw, WM) - Pasym (mw, WM) - Paszowice (w, DŚ) - Pawłosiów (w, PK) - Pawłowice (w, ŚL) - Pawłowiczki (w, OP) - Pawłów (w, ŚK) - Pawonków (w, ŚL) - Pątnów (w, ŁD) - Pcim (w, MP) - Pelplin (mw, PM) - Pełczyce (mw, ZP) - Perlejewo (w, PL) - Perzów (w, WP) - Pęcław (w, DŚ) - Pęczniew (w, ŁD) - Pępowo (w, WP) - Piaseczno (mw, MZ) - Piaski (Powiat Gostyński) (w, WP) - Piaski (Powiat Świdnicki) (mw, LB) - Piastów (m, MZ) - Piątek (mw, ŁD) - Piątnica (w, PL) - Piechowice (m, DŚ) - Piecki (w, WM) - Piekary Śląskie (m, ŚL) - Piekoszów (mw, ŚK) - Pielgrzymka (w, DŚ) - Pieniężno (mw, WM) - Pieńsk (mw, DŚ) - Pierzchnica (mw, ŚK) - Pieszyce (mw, DŚ) - Pietrowice Wielkie (w, ŚL) - Pilawa (mw, MZ) - Pilchowice (w, ŚL) - Pilica (mw, ŚL) - Pilzno (mw, PK) - Piła (m, WP) - Piława Górna (m, DŚ) - Pińczów (mw, ŚK) - Pionki (m, MZ) - Pionki (w, MZ) - Piotrków Kujawski (mw, KP) | - Piotrków Trybunalski (m, ŁD) - Pisz (mw, WM) - Piszczac (mw, LB) - Piwniczna-Zdrój (mw, MP) - Platerów (w, MZ) - Platerówka (w, DŚ) - Pleszew (mw, WP) - Pleśna (w, MP) - Płaska (w, PL) - Płock (m, MZ) - Płoniawy-Bramura (w, MZ) - Płońsk (m, MZ) - Płońsk (w, MZ) - Płoskinia (w, WM) - Płośnica (w, WM) - Płoty (mw, ZP) - Płużnica (w, KP) - Pniewy (Powiat Grójecki) (w, MZ) - Pniewy (Powiat Szamotulski) (mw, WP) - Pobiedziska (mw, WP) - Poczesna (w, ŚL) - Poddębice (mw, ŁD) - Podedwórze (w, LB) - Podegrodzie (w, MP) - Podgórzyn (w, DŚ) - Podkowa Leśna (m, MZ) - Pogorzela (mw, WP) - Pokój (w, OP) - Pokrzywnica (w, MZ) - Polanica-Zdrój (m, DŚ) - Polanka Wielka (w, MP) - Polanów (mw, ZP) - Police (mw, ZP) - Policzna (w, MZ) - Polkowice (mw, DŚ) - Polska Cerekiew (w, OP) - Połajewo (w, WP) - Połaniec (mw, ŚK) - Połczyn-Zdrój (mw, ZP) - Pomiechówek (w, MZ) - Poniatowa (mw, LB) - Poniec (mw, WP) - Popielów (w, OP) - Popów (w, ŚL) - Poraj (w, ŚL) - Porąbka (w, ŚL) - Poręba (m, ŚL) - Poronin (w, MP) - Postomino (w, ZP) - Poświętne (Powiat Białostocki) (w, PL) - Poświętne (Powiat Opoczyński) (w, ŁD) - Poświętne (Powiat Wołomiński) (w, MZ) - Potęgowo (w, PM) - Potok Górny (w, LB) - Potok Wielki (w, LB) - Potworów (w, MZ) - Powidz (w, WP) - Pozezdrze (w, WM) - Poznań (m, WP) - Prabuty (mw, PM) - Praszka (mw, OP) - Prażmów (w, MZ) | - Prochowice (mw, DŚ) - Promna (w, MZ) - Prostki (w, WM) - Proszowice (mw, MP) - Prószków / Proskau (mw, OP) - Pruchnik (mw, PK) - Prudnik (mw, OP) - Prusice (mw, DŚ) - Pruszcz (mw, KP) - Pruszcz Gdański (m, PM) - Pruszcz Gdański (w, PM) - Pruszków (m, MZ) - Przasnysz (m, MZ) - Przasnysz (w, MZ) - Przechlewo (w, PM) - Przeciszów (w, MP) - Przecław (mw, PK) - Przedbórz (mw, ŁD) - Przedecz (mw, WP) - Przelewice (w, ZP) - Przemęt (w, WP) - Przemków (mw, DŚ) - Przemyśl (m, PK) - Przemyśl (w, PK) - Przerośl (w, PL) - Przesmyki (w, MZ) - Przeworno (w, DŚ) - Przeworsk (m, PK) - Przeworsk (w, PK) - Przewóz (w, LS) - Przodkowo (w, PM) - Przybiernów (w, ZP) - Przygodzice (w, WP) - Przykona (w, WP) - Przyłęk (w, MZ) - Przyrów (mw, ŚL) - Przystajń (w, ŚL) - Przysucha (mw, MZ) - Przytoczna (w, LS) - Przytuły (w, PL) - Przytyk (mw, MZ) - Przywidz (w, PM) - Psary (w, ŚL) - Pszczew (w, LS) - Pszczółki (w, PM) - Pszczyna (mw, ŚL) - Pszów (m, ŚL) - Puchaczów (w, LB) - Puck (m, PM) - Puck (w, PM) - Puławy (m, LB) - Puławy (w, LB) - Pułtusk (mw, MZ) - Puńsk / Punskas (w, PL) - Purda (w, WM) - Puszcza Mariańska (w, MZ) - Puszczykowo (m, WP) - Pyrzyce (mw, ZP) - Pyskowice (m, ŚL) - Pysznica (w, PK) - Pyzdry (mw, WP) |

## R
| - Raba Wyżna (w, MP) - Rabka-Zdrój (mw, MP) - Rachanie (w, LB) - Raciąż (m, MZ) - Raciąż (w, MZ) - Raciążek (w, KP) - Racibórz (m, ŚL) - Raciechowice (w, MP) - Racławice (w, MP) - Raczki (w, PL) - Radecznica (w, LB) - Radgoszcz (w, MP) - Radków (Powiat Kłodzki) (mw, DŚ) - Radków (Powiat Włoszczowski) (w, ŚK) - Radlin (m, ŚL) - Radłów / Radlau (Powiat Oleski) (w, OP) - Radłów (Powiat Tarnowski) (mw, MP) - Radom (m, MZ) - Radomin (w, KP) - Radomsko (m, ŁD) - Radomsko (w, ŁD) - Radomyśl nad Sanem (w, PK) - Radomyśl Wielki (mw, PK) - Radoszyce (mw, ŚK) - Radowo Małe (w, ZP) - Radwanice (w, DŚ) - Radymno (m, PK) - Radymno (w, PK) - Radzanowo (w, MZ) - Radzanów (Powiat Białobrzeski) (w, MZ) - Radzanów (Powiat Mławski) (w, MZ) - Radziechowy-Wieprz (w, ŚL) - Radziejowice (w, MZ) - Radziejów (m, KP) - Radziejów (w, KP) - Radziemice (w, MP) - Radziłów (w, PL) - Radzionków (m, ŚL) - Radzymin (mw, MZ) - Radzyń Chełmiński (mw, KP) - Radzyń Podlaski (m, LB) - Radzyń Podlaski (w, LB) - Rajcza (w, ŚL) - Rajgród (mw, PL) - Rakoniewice (mw, WP) - Raków (w, ŚK) - Rakszawa (w, PK) | - Raniżów (w, PK) - Raszków (mw, WP) - Raszyn (w, MZ) - Rawa Mazowiecka (m, ŁD) - Rawa Mazowiecka (w, ŁD) - Rawicz (mw, WP) - Rąbino (w, ZP) - Recz (mw, ZP) - Reda (m, PM) - Redzikowo (w, PM) - Regimin (w, MZ) - Regnów (w, ŁD) - Rejowiec (mw, LB) - Rejowiec Fabryczny (m, LB) - Rejowiec Fabryczny (w, LB) - Reńska Wieś / Reinschdorf (w, OP) - Repki (w, MZ) - Resko (mw, ZP) - Reszel (mw, WM) - Rewal (w, ZP) - Ręczno (w, ŁD) - Rędziny (w, ŚL) - Rogowo (Powiat Rypiński) (w, KP) - Rogowo (Powiat Żniński) (w, KP) - Rogoźno (mw, WP) - Rogów (w, ŁD) - Rogóźno (w, KP) - Rojewo (w, KP) - Rokiciny (w, ŁD) - Rokietnica (Powiat Jarosławski) (w, PK) - Rokietnica (Powiat Poznański) (w, WP) - Rokitno (w, LB) - Ropa (w, MP) - Ropczyce (mw, PK) - Rossosz (w, LB) - Rościszewo (w, MZ) - Rozdrażew (w, WP) - Rozogi (w, WM) - Rozprza (mw, ŁD) - Roźwienica (w, PK) - Różan (mw, MZ) - Ruciane-Nida (mw, WM) - Ruda Maleniecka (w, ŚK) - Ruda-Huta (w, LB) - Ruda Śląska (m, ŚL) - Rudka (w, PL) | - Rudna (w, DŚ) - Rudnik (Powiat Krasnostawski) (w, LB) - Rudnik (Powiat Raciborski) (w, ŚL) - Rudnik nad Sanem (mw, PK) - Rudniki (w, OP) - Rudziniec (w, ŚL) - Ruja (w, DŚ) - Rumia (m, PM) - Rusiec (w, ŁD) - Rusinów (w, MZ) - Rutka-Tartak (w, PL) - Rutki (w, PL) - Rybczewice (w, LB) - Rybnik (m, ŚL) - Rybno (Powiat Działdowski) (w, WM) - Rybno (Powiat Sochaczewski) (w, MZ) - Rychliki (w, WM) - Rychtal (mw, WP) - Rychwał (mw, WP) - Ryczywół (w, WP) - Rydułtowy (m, ŚL) - Rydzyna (mw, WP) - Ryglice (mw, MP) - Ryjewo (w, PM) - Ryki (mw, LB) - Rymanów (mw, PK) - Rymań (w, ZP) - Ryn (mw, WM) - Ryńsk (w, KP) - Rypin (m, KP) - Rypin (w, KP) - Rytro (w, MP) - Rytwiany (w, ŚK) - Rząśnia (w, ŁD) - Rząśnik (w, MZ) - Rzeczenica (w, PM) - Rzeczniów (w, MZ) - Rzeczyca (w, ŁD) - Rzekuń (w, MZ) - Rzepiennik Strzyżewski (w, MP) - Rzepin (mw, LS) - Rzeszów (m, PK) - Rzewnie (w, MZ) - Rzezawa (w, MP) - Rzgów (Powiat Koniński) (w, WP) - Rzgów (Powiat Łódzki wschodni) (mw, ŁD) |

## S
| - Sabnie (w, MZ) - Sadki (w, KP) - Sadkowice (w, ŁD) - Sadlinki (w, PM) - Sadowie (w, ŚK) - Sadowne (w, MZ) - Samborzec (w, ŚK) - Sandomierz (m, ŚK) - Sanniki (mw, MZ) - Sanok (m, PK) - Sanok (w, PK) - Santok (w, LS) - Sarnaki (w, MZ) - Sawin (w, LB) - Secemin (w, ŚK) - Sejny (m, PL) - Sejny (w, PL) - Serniki (w, LB) - Serock (mw, MZ) - Serokomla (w, LB) - Sędziejowice (w, ŁD) - Sędziszów (mw, ŚK) - Sędziszów Małopolski (mw, PK) - Sękowa (w, MP) - Sępopol (mw, WM) - Sępólno Krajeńskie (mw, KP) - Sianów (mw, ZP) - Sicienko (w, KP) - Sidra (w, PL) - Sieciechów (w, MZ) - Siechnice (mw, DŚ) - Siedlce (m, MZ) - Siedlce (w, MZ) - Siedlec (w, WP) - Siedlisko (w, LS) - Siedliszcze (mw, LB) - Siekierczyn (w, DŚ) - Siemianowice Śląskie (m, ŚL) - Siemiatycze (m, PL) - Siemiatycze (w, PL) - Siemiątkowo (w, MZ) - Siemień (w, LB) - Siemkowice (w, ŁD) - Siemyśl (w, ZP) - Sieniawa (mw, PK) - Siennica (mw, MZ) - Siennica Różana (w, LB) - Sienno (mw, MZ) - Siepraw (w, MP) - Sieradz (m, ŁD) - Sieradz (w, ŁD) - Sierakowice / Serakòjce (w, PM) - Sieraków (mw, WP) - Sieroszewice (w, WP) - Sierpc (m, MZ) - Sierpc (w, MZ) - Siewierz (mw, ŚL) - Sitno (w, LB) - Skalbmierz (mw, ŚK) - Skała (mw, MP) - Skarbimierz (w, OP) - Skarszewy (mw, PM) - Skaryszew (mw, MZ) - Skarżysko-Kamienna (m, ŚK) - Skarżysko Kościelne (w, ŚK) - Skawina (mw, MP) - Skąpe (w, LS) - Skępe (mw, KP) - Skierbieszów (w, LB) - Skierniewice (m, ŁD) - Skierniewice (w, ŁD) - Skoczów (mw, ŚL) - Skoki (mw, WP) - Skołyszyn (w, PK) - Skomlin (w, ŁD) - Skoroszyce (w, OP) - Skórcz (m, PM) - Skórcz (w, PM) - Skórzec (w, MZ) - Skrwilno (w, KP) - Skrzyszów (w, MP) - Skulsk (w, WP) - Skwierzyna (mw, LS) - Słaboszów (w, MP) - Sława (mw, LS) - Sławatycze (w, LB) - Sławków (m, ŚL) - Sławno (m, ZP) - Sławno (Powiat Sławieński) (w, ZP) - Sławno (Powiat Opoczyński) (w, ŁD) - Sławoborze (w, ZP) - Słomniki (mw, MP) - Słońsk (w, LS) - Słopnice (w, MP) | - Słubice (Powiat Płocki) (w, MZ) - Słubice (Powiat Słubicki) (mw, LS) - Słupca (m, WP) - Słupca (w, WP) - Słupia (Powiat Jędrzejowski) (w, ŚK) - Słupia Konecka (Powiat Skierniewicki) (w, ŁD) - Słupia Konecka (Powiat Konecki) (w, ŚK) - Słupno (w, MZ) - Słupsk (m, PM) - Smętowo Graniczne (w, PM) - Smołdzino (w, PM) - Smyków (w, ŚK) - Sobienie-Jeziory (w, MZ) - Sobków (mw, ŚK) - Sobolew (w, MZ) - Sobótka (mw, DŚ) - Sochaczew (m, MZ) - Sochaczew (w, MZ) - Sochocin (mw, MZ) - Sokolniki (w, ŁD) - Sokołów Małopolski (mw, PK) - Sokołów Podlaski (m, MZ) - Sokołów Podlaski (w, MZ) - Sokoły (w, PL) - Sokółka (mw, PL) - Solec Kujawski (mw, KP) - Solec nad Wisłą (mw, MZ) - Solec-Zdrój (w, ŚK) - Solina (w, PK) - Somianka (w, MZ) - Somonino (w, PM) - Sompolno (mw, WP) - Sońsk (w, MZ) - Sopot (m, PM) - Sorkwity (w, WM) - Sosnowica (w, LB) - Sosnowiec (m, ŚL) - Sosnówka (w, LB) - Sośnicowice (mw, ŚL) - Sośnie (w, WP) - Sośno (w, KP) - Spiczyn (w, LB) - Spytkowice (Powiat Nowotarski) (w, MP) - Spytkowice (Powiat Wadowicki) (w, MP) - Srokowo (w, WM) - Stalowa Wola (m, PK) - Stanin (w, LB) - Stanisławów (w, MZ) - Stara Biała (w, MZ) - Stara Błotnica (w, MZ) - Stara Dąbrowa (w, ZP) - Stara Kamienica (w, DŚ) - Stara Kiszewa (w, PM) - Stara Kornica (w, MZ) - Starachowice (m, ŚK) - Starcza (w, ŚL) - Stare Babice (w, MZ) - Stare Bogaczowice (w, DŚ) - Stare Czarnowo (w, ZP) - Stare Juchy (w, WM) - Stare Kurowo (w, LS) - Stare Miasto (w, WP) - Stare Pole (w, PM) - Stargard (m, ZP) - Stargard (w, ZP) - Starogard Gdański (m, PM) - Starogard Gdański (w, PM) - Staroźreby (w, MZ) - Stary Brus (w, LB) - Stary Dzierzgoń (w, PM) - Stary Dzików (w, PK) - Stary Lubotyń (w, MZ) - Stary Sącz (mw, MP) - Stary Targ (w, PM) - Stary Zamość (w, LB) - Staszów (mw, ŚK) - Stawiguda (w, WM) - Stawiski (mw, PL) - Stawiszyn (mw, WP) - Stąporków (mw, ŚK) - Stegna (w, PM) - Stepnica (mw, ZP) - Sterdyń (w, MZ) - Stęszew (mw, WP) - Stężyca (Powiat Kartuski) (w, PM) - Stężyca (Powiat Rycki) (w, LB) - Stoczek (w, MZ) - Stoczek Łukowski (m, LB) - Stoczek Łukowski (w, LB) - Stolno (w, KP) - Stopnica (mw, ŚK) - Stoszowice (w, DŚ) - Strachówka (w, MZ) - Strawczyn (w, ŚK) | - Stromiec (w, MZ) - Stronie Śląskie (mw, DŚ) - Strumień (mw, ŚL) - Stryków (mw, ŁD) - Stryszawa (w, MP) - Stryszów (w, MP) - Strzałkowo (w, WP) - Strzegom (mw, DŚ) - Strzegowo (w, MZ) - Strzelce (w, ŁD) - Strzelce Krajeńskie (mw, LS) - Strzelce Opolskie (mw, OP) - Strzelce Wielkie (w, ŁD) - Strzeleczki / Klein Strehlitz (mw, OP) - Strzelin (mw, DŚ) - Strzelno (mw, KP) - Strzyżewice (w, LB) - Strzyżów (mw, PK) - Stubno (w, PK) - Studzienice (w, PM) - Stupsk (w, MZ) - Subkowy (w, PM) - Sucha Beskidzka (m, MP) - Suchań (mw, ZP) - Suchedniów (mw, ŚK) - Suchowola (mw, PL) - Suchożebry (w, MZ) - Suchy Dąb (w, PM) - Suchy Las (w, WP) - Sulechów (mw, LS) - Sulejów (mw, ŁD) - Sulejówek (m, MZ) - Sulęcin (mw, LS) - Sulęczyno (w, PM) - Sulików (w, DŚ) - Sulmierzyce (m, WP) - Sulmierzyce (w, ŁD) - Sułkowice (mw, MP) - Sułoszowa (w, MP) - Sułów (w, LB) - Supraśl (mw, PL) - Suraż (mw, PL) - Susiec (w, LB) - Susz (mw, WM) - Suszec (w, ŚL) - Suwałki (m, PL) - Suwałki (w, PL) - Swarzędz (mw, WP) - Syców (mw, DŚ) - Sypniewo (w, MZ) - Szadek (mw, ŁD) - Szaflary (w, MP) - Szamocin (mw, WP) - Szamotuły (mw, WP) - Szastarka (w, LB) - Szczaniec (w, LS) - Szczawin Kościelny (w, MZ) - Szczawnica (mw, MP) - Szczawno-Zdrój (m, DŚ) - Szczebrzeszyn (mw, LB) - Szczecin (m, ZP) - Szczecinek (m, ZP) - Szczecinek (w, ZP) - Szczekociny (mw, ŚL) - Szczerców (w, ŁD) - Szczucin (mw, MP) - Szczuczyn (mw, PL) - Szczurowa (w, MP) - Szczutowo (w, MZ) - Szczyrk (m, ŚL) - Szczytna (mw, DŚ) - Szczytniki (w, WP) - Szczytno (m, WM) - Szczytno (w, WM) - Szelków (w, MZ) - Szemud (w, PM) - Szepietowo (mw, PL) - Szerzyny (w, MP) - Szklarska Poręba (m, DŚ) - Szlichtyngowa (mw, LS) - Szprotawa (mw, LS) - Szreńsk (w, MZ) - Sztabin (w, PL) - Sztum (mw, PM) - Sztutowo (w, PM) - Szubin (mw, KP) - Szudziałowo (w, PL) - Szulborze Wielkie (w, MZ) - Szumowo (w, PL) - Szydłowiec (mw, MZ) - Szydłowo (Powiat Mławski) (w, MZ) - Szydłowo (Powiat Pilski) (w, WP) - Szydłów (mw, ŚK) - Szypliszki (w, PL) |

## Ś
| - Ścinawa (mw, DŚ) - Ślemień (w, ŚL) - Ślesin (mw, WP) - Śliwice (w, KP) - Śmigiel (mw, WP) - Śniadowo (w, PL) - Śrem (mw, WP) - Środa Śląska (mw, DŚ) - Środa Wielkopolska (mw, WP) - Świątki (w, WM) - Świątniki Górne (mw, MP) - Świdnica (m, DŚ) - Świdnica (Powiat Świdnicki) (w, DŚ) | - Świdnica (Powiat Zielonogórski) (w, LS) - Świdnik (m, LB) - Świdwin (m, ZP) - Świdwin (w, ZP) - Świebodzice (m, DŚ) - Świebodzin (mw, LS) - Świecie (mw, KP) - Świecie nad Osą (w, KP) - Świedziebnia (w, KP) - Świekatowo (w, KP) - Świeradów-Zdrój (m, DŚ) - Świercze (w, MZ) - Świerczów (w, OP) | - Świerklaniec (w, ŚL) - Świerklany (w, ŚL) - Świerzawa (mw, DŚ) - Świerzno (w, ZP) - Świeszyno (w, ZP) - Święciechowa (w, WP) - Świętajno (Powiat Olecki) (w, WM) - Świętajno (Powiat Szczycieński) (w, WM) - Świętochłowice (m, ŚL) - Świlcza (w, PK) - Świnice Warckie (w, ŁD) - Świnna (w, ŚL) - Świnoujście (m, ZP) |

## T
| - Tarczyn (mw, MZ) - Tarłów (w, ŚK) - Tarnawatka (w, LB) - Tarnobrzeg (m, PK) - Tarnogród (mw, LB) - Tarnowiec (w, PK) - Tarnowo Podgórne (w, WP) - Tarnowskie Góry (m, ŚL) - Tarnów (m, MP) - Tarnów (w, MP) - Tarnów Opolski / Tarnau (w, OP) - Tarnówka (w, WP) - Tczew (m, PM) - Tczew (w, PM) - Tczów (w, MZ) - Telatyn (w, LB) - Teresin (w, MZ) - Terespol (m, LB) - Terespol (w, LB) - Tereszpol (w, LB) - Tłuchowo (w, KP) - Tłuszcz (mw, MZ) - Tokarnia (w, MP) - Tolkmicko (mw, WM) - Tomaszów Lubelski (m, LB) - Tomaszów Lubelski (w, LB) - Tomaszów Mazowiecki (m, ŁD) - Tomaszów Mazowiecki (w, ŁD) | - Tomice (w, MP) - Topólka (w, KP) - Toruń (m, KP) - Torzym (mw, LS) - Toszek (mw, ŚL) - Trawniki (w, LB) - Trąbki Wielkie (w, PM) - Trojanów (w, MZ) - Troszyn (w, MZ) - Tryńcza (w, PK) - Trzciana (w, MP) - Trzcianka (mw, WP) - Trzcianne (w, PL) - Trzciel (mw, LS) - Trzcinica (w, WP) - Trzcińsko-Zdrój (mw, ZP) - Trzebiatów (mw, ZP) - Trzebiechów (w, LS) - Trzebiel (w, LS) - Trzebielino (w, PM) - Trzebieszów (w, LB) - Trzebinia (mw, MP) - Trzebnica (mw, DŚ) - Trzebownisko (w, PK) - Trzemeszno (mw, WP) - Trzeszczany (w, LB) - Trzyciąż (w, MP) | - Trzydnik Duży (w, LB) - Tuchola (mw, KP) - Tuchomie (w, PM) - Tuchów (mw, MP) - Tuczępy (w, ŚK) - Tuczna (w, LB) - Tuczno (mw, ZP) - Tuliszków (mw, WP) - Tułowice (mw, OP) - Tuplice (w, LS) - Turawa / Turawa (w, OP) - Turek (m, WP) - Turek (w, WP) - Turobin (mw, LB) - Turośl (w, PL) - Turośń Kościelna (w, PL) - Tuszów Narodowy (w, PK) - Tuszyn (mw, ŁD) - Twardogóra (mw, DŚ) - Tworóg (w, ŚL) - Tychowo (mw, ZP) - Tychy (m, ŚL) - Tyczyn (mw, PK) - Tykocin (mw, PL) - Tymbark (w, MP) - Tyrawa Wołoska (w, PK) - Tyszowce (mw, LB) |

## U
| - Uchanie (w, LB) - Udanin (w, DŚ) - Ujazd / Ujest (Powiat Strzelecki) (mw, OP) - Ujazd (Powiat Tomaszowski) (mw, ŁD) - Ujsoły (w, ŚL) - Ujście (mw, WP) - Ulan-Majorat (w, LB) | - Ulanów (mw, PK) - Ulhówek (w, LB) - Ułęż (w, LB) - Uniejów (mw, ŁD) - Unisław (w, KP) - Urszulin (w, LB) - Urzędów (mw, LB) | - Ustka (m, PM) - Ustka (w, PM) - Ustronie Morskie (w, ZP) - Ustroń (m, ŚL) - Ustrzyki Dolne (mw, PK) - Uście Gorlickie (w, MP) - Uścimów (w, LB) |

## W
| - Wadowice (mw, MP) - Wadowice Górne (w, PK) - Waganiec (w, KP) - Walce / Walzen (w, OP) - Walim (w, DŚ) - Wałbrzych (m, DŚ) - Wałcz (m, ZP) - Wałcz (w, ZP) - Wapno (w, WP) - Warka (mw, MZ) - Warlubie (w, KP) - Warnice (w, ZP) - Warszawa (m, MZ) - Warta (mw, ŁD) - Warta Bolesławiecka (w, DŚ) - Wartkowice (w, ŁD) - Wasilków (mw, PL) - Waśniów (w, ŚK) - Wąbrzeźno (m, KP) - Wąchock (mw, ŚK) - Wądroże Wielkie (w, DŚ) - Wągrowiec (m, WP) - Wągrowiec (w, WP) - Wąpielsk (w, KP) - Wąsewo (w, MZ) - Wąsosz (Powiat Górowski) (mw, DŚ) - Wąsosz (Powiat Grajewski) (w, PL) - Wąwolnica (mw, LB) - Wejherowo (m, PM) - Wejherowo (w, PM) - Werbkowice (w, LB) - Węgierska Górka (w, ŚL) - Węgliniec (mw, DŚ) - Węgorzewo (mw, WM) - Węgorzyno (mw, ZP) - Węgrów (m, MZ) - Wiązowna (w, MZ) - Wiązownica (w, PK) - Wiązów (mw, DŚ) - Wicko (w, PM) - Widawa (w, ŁD) - Widuchowa (w, ZP) - Wieczfnia Kościelna (w, MZ) - Wielbark (mw, WM) - Wieleń (mw, WP) - Wielgie (w, KP) - Wielgomłyny (w, ŁD) - Wielichowo (mw, WP) - Wieliczka (mw, MP) - Wieliczki (w, WM) | - Wieliszew (w, MZ) - Wielka Nieszawka (w, KP) - Wielka Wieś (w, MP) - Wielkie Oczy (w, PK) - Wielopole Skrzyńskie (w, PK) - Wielowieś (w, ŚL) - Wieluń (mw, ŁD) - Wieniawa (w, MZ) - Wieprz (w, MP) - Wieruszów (mw, ŁD) - Wierzbica (Powiat Chełmski) (w, LB) - Wierzbica (Powiat Radomski) (w, MZ) - Wierzbinek (w, WP) - Wierzbno (w, MZ) - Wierzchlas (w, ŁD) - Wierzchosławice (w, MP) - Wierzchowo (w, ZP) - Wietrzychowice (w, MP) - Więcbork (mw, KP) - Wijewo (w, WP) - Wilamowice (mw, ŚL) - Wilczęta (w, WM) - Wilczyce (w, ŚK) - Wilczyn (w, WP) - Wilga (w, MZ) - Wilkołaz (w, LB) - Wilkowice (w, ŚL) - Wilków (Powiat Namysłowski) (w, OP) - Wilków (Powiat Opolski) (w, LB) - Winnica (w, MZ) - Wińsko (w, DŚ) - Wiskitki (mw, MZ) - Wisła (m, ŚL) - Wisznia Mała (w, DŚ) - Wisznice (w, LB) - Wiślica (mw, ŚK) - Wiśniew (w, MZ) - Wiśniewo (w, MZ) - Wiśniowa (Powiat Myślenicki) (w, MP) - Wiśniowa (Powiat Strzyżowski) (w, PK) - Witkowo (mw, WP) - Witnica (mw, LS) - Witonia (w, ŁD) - Wizna (w, PL) - Wiżajny (w, PL) - Wleń (mw, DŚ) - Władysławowo (mw, PM) - Władysławów (w, WP) - Włocławek (m, KP) - Włocławek (w, KP) | - Włodawa (m, LB) - Włodawa (w, LB) - Włodowice (mw, ŚL) - Włoszakowice (w, WP) - Włoszczowa (mw, ŚK) - Wodynie (w, MZ) - Wodzierady (w, ŁD) - Wodzisław (mw, ŚK) - Wodzisław Śląski (m, ŚL) - Wohyń (w, LB) - Wojaszówka (w, PK) - Wojciechowice (w, ŚK) - Wojciechów (w, LB) - Wojcieszków (w, LB) - Wojcieszów (m, DŚ) - Wojkowice (m, ŚL) - Wojnicz (mw, MP) - Wojsławice (w, LB) - Wola Krzysztoporska (w, ŁD) - Wola Mysłowska (w, LB) - Wola Uhruska (w, LB) - Wolanów (w, MZ) - Wolbórz (mw, ŁD) - Wolbrom (mw, MP) - Wolin (mw, ZP) - Wolsztyn (mw, WP) - Wołczyn (mw, OP) - Wołomin (mw, MZ) - Wołów (mw, DŚ) - Woźniki (mw, ŚL) - Wólka (w, LB) - Wręczyca Wielka (w, ŚL) - Wrocław (m, DŚ) - Wronki (mw, WP) - Wróblew (w, ŁD) - Września (mw, WP) - Wschowa (mw, LS) - Wydminy (w, WM) - Wymiarki (w, LS) - Wyry (w, ŚL) - Wyryki (w, LB) - Wyrzysk (mw, WP) - Wysoka (mw, WP) - Wysokie (w, LB) - Wysokie Mazowieckie (m, PL) - Wysokie Mazowieckie (w, PL) - Wyszki (w, PL) - Wyszków (mw, MZ) - Wyszogród (mw, MZ) - Wyśmierzyce (mw, MZ) |

## Z
| - Zabierzów (w, MP) - Zabłudów (mw, PL) - Zabór (w, LS) - Zabrodzie (w, MZ) - Zabrze (m, ŚL) - Zadzim (w, ŁD) - Zagnańsk (w, ŚK) - Zagórów (mw, WP) - Zagórz (mw, PK) - Zagrodno (w, DŚ) - Zakliczyn (mw, MP) - Zaklików (mw, PK) - Zakopane (m, MP) - Zakroczym (mw, MZ) - Zakrzew (Powiat Lubelski) (w, LB) - Zakrzew (Powiat Radomski) (w, MZ) - Zakrzewo (Powiat Aleksandrowski) (w, KP) - Zakrzewo (Powiat Złotowski) (w, WP) - Zakrzówek (w, LB) - Zalesie (w, LB) - Zaleszany (w, PK) - Zalewo (mw, WM) - Załuski (w, MZ) - Zambrów (m, PL) - Zambrów (w, PL) - Zamość (m, LB) - Zamość (w, LB) - Zaniemyśl (mw, WP) | - Zapolice (w, ŁD) - Zaręby Kościelne (w, MZ) - Zarszyn (w, PK) - Zarzecze (w, PK) - Zator (mw, MP) - Zatory (w, MZ) - Zawady (w, PL) - Zawadzkie (mw, OP) - Zawichost (mw, ŚK) - Zawidów (m, DŚ) - Zawidz (w, MZ) - Zawiercie (m, ŚL) - Zawoja (w, MP) - Zawonia (w, DŚ) - Ząbki (m, MZ) - Ząbkowice Śląskie (mw, DŚ) - Zbąszynek (mw, LS) - Zbąszyń (mw, WP) - Zbiczno (w, KP) - Zblewo (w, PM) - Zbójna (w, PL) - Zbójno (w, KP) - Zbrosławice (w, ŚL) - Zbuczyn (w, MZ) - Zduny (Powiat Krotoszyński) (mw, WP) - Zduny (Powiat Łowicki) (w, ŁD) - Zduńska Wola (m, ŁD) | - Zduńska Wola (w, ŁD) - Zdzieszowice (mw, OP) - Zebrzydowice (w, ŚL) - Zelów (mw, ŁD) - Zębowice / Zembowitz (w, OP) - Zembrzyce (w, MP) - Zgierz (m, ŁD) - Zgierz (w, ŁD) - Zgorzelec (m, DŚ) - Zgorzelec (w, DŚ) - Zielona Góra (m, LS) - Zielonka (m, MZ) - Zielonki (w, MP) - Ziębice (mw, DŚ) - Zławieś Wielka (w, KP) - Złocieniec (mw, ZP) - Złoczew (mw, ŁD) - Złota (w, ŚK) - Złotniki Kujawskie (w, KP) - Złotoryja (m, DŚ) - Złotoryja (w, DŚ) - Złotów (m, WP) - Złotów (w, WP) - Złoty Stok (mw, DŚ) - Zwierzyn (w, LS) - Zwierzyniec (mw, LB) - Zwoleń (mw, MZ) |

## Ż
| - Żabia Wola (w, MZ) - Żabno (mw, MP) - Żagań (m, LS) - Żagań (w, LS) - Żarki (mw, ŚL) - Żarnowiec (w, ŚL) - Żarnów (mw, ŁD) - Żarów (mw, DŚ) - Żary (m, LS) - Żary (w, LS) - Żegocina (w, MP) | - Żelazków (w, WP) - Żelechlinek (w, ŁD) - Żelechów (mw, MZ) - Żerków (mw, WP) - Żmigród (mw, DŚ) - Żmudź (w, LB) - Żnin (mw, KP) - Żołynia (w, PK) - Żory (m, ŚL) - Żółkiewka (w, LB) - Żórawina (w, DŚ) | - Żukowice (w, DŚ) - Żukowo (mw, PM) - Żurawica (w, PK) - Żuromin (mw, MZ) - Żychlin (mw, ŁD) - Żyraków (w, PK) - Żyrardów (m, MZ) - Żyrzyn (w, LB) - Żytno (w, ŁD) - Żywiec (m, ŚL) |